# Eupithecia secura
Eupithecia secura is een vlinder uit de familie van de spanners (Geometridae). De wetenschappelijke naam van de soort is voor het eerst geldig gepubliceerd in 1979 door András Mátyás Vojnits.